# Apomecyna latefasciata
Apomecyna latefasciata är en skalbaggsart som beskrevs av Max Quedenfeldt 1885. Apomecyna latefasciata ingår i släktet Apomecyna och familjen långhorningar.
Artens utbredningsområde är:
- Angola.
- Kenya.
- Malawi.
- Moçambique.
- Zimbabwe.

Inga underarter finns listade i Catalogue of Life.